# Vienna Open 1980
Il Vienna Open 1980 è stato un torneo di tennis giocato sulla terra rossa. È stata l'unica edizione del Vienna Open (Grand Prix) e faceva parte del Volvo Grand Prix 1980. Si è giocato a Vienna in Austria dal 18 al 24 giugno 1980.
A ottobre si sarebbe svolto il Vienna Open II 1980, 6ª edizione del tradizionale torneo indoor della capitale austriaca.

## Campioni

### Singolare
Ángel Giménez ha battuto in finale  Tomáš Šmíd con il punteggio di 1–6, 1-1 ritiro

### Doppio
Gianni Ocleppo /  Christophe Roger-Vasselin hanno battuto in finale  Pavel Složil /  Tomáš Šmíd per abbandono